# Egmont (Beethoven)
Pour les articles homonymes, voir Egmont.

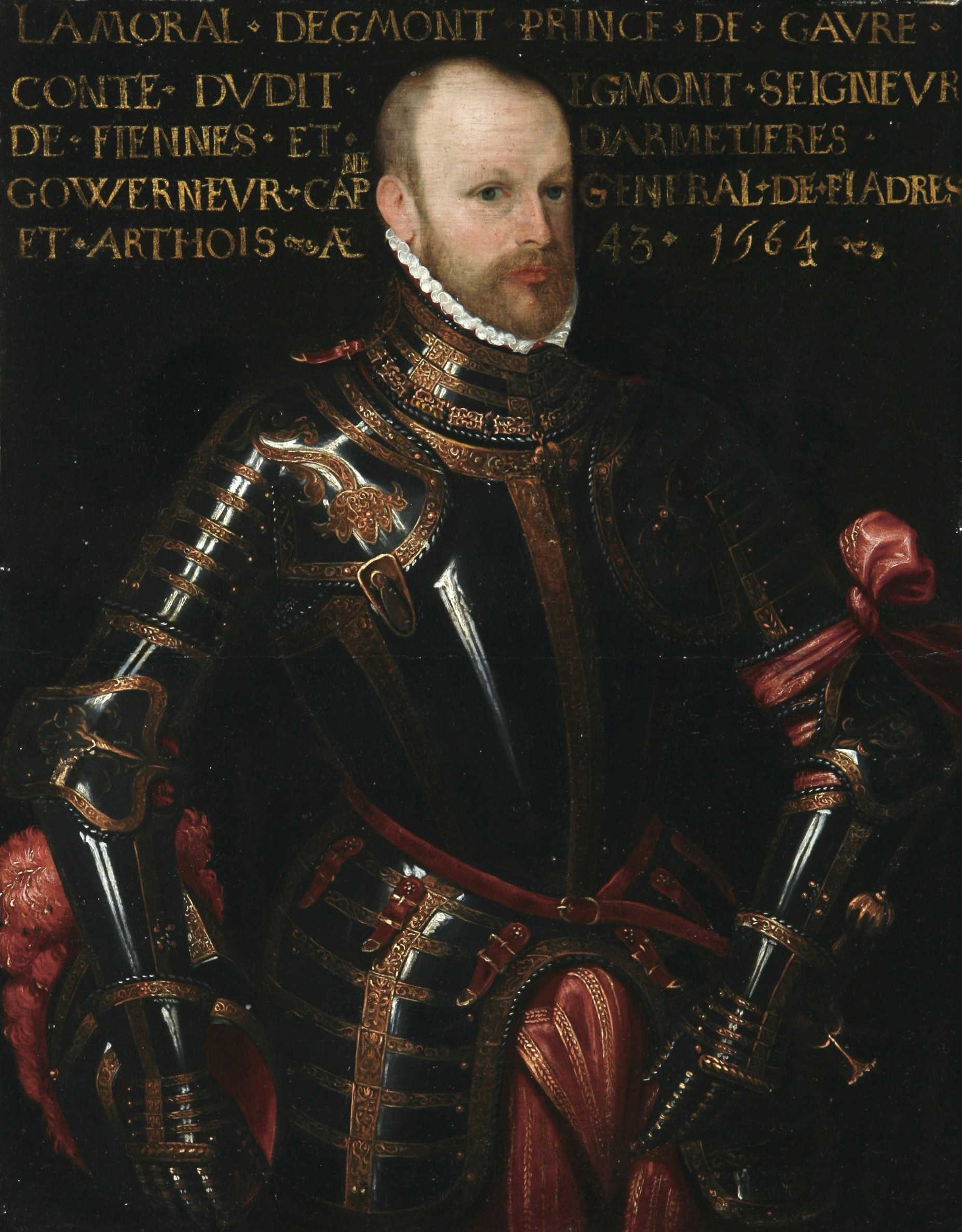
Le sacrifice héroïque du comte d'Egmont inspira à Beethoven une de ses plus brillantes ouvertures.

Egmont, opus 84, est une musique de scène constituée d'une ouverture et de neuf parties pour soprano, récitant et grand orchestre composée par Ludwig van Beethoven entre octobre 1809 et juin 1810, destinée à la pièce de Goethe Egmont. L'histoire et l'héroïsme du comte d'Egmont fournirent à Beethoven l'occasion d'exprimer au passage ses propres préoccupations politiques, et d'exalter le sacrifice de l'homme condamné à mort pour s'être dressé contre l'oppresseur.
La musique fut accueillie par des critiques élogieuses, notamment d'E.T.A. Hoffmann, quant à sa poésie et sa réussite à s'associer à la pièce, et Goethe lui-même déclara que Beethoven s'était prêté à ses intentions avec « un génie remarquable ».

## Structure générale de l'œuvre
Cette musique de scène est constituée d'une suite de 10 mouvements, parmi lesquels le lied Die Trommel gerühret et la mort de Klärchen :
1. Ouverture : Sostenuto, ma non troppo - Allegro
2. Lied : « Die Trommel gerühret » (Roulements de tambour)
3. Entracte I : Andante
4. Entracte II : Larghetto
5. Lied : « Freudvoll und Leidvoll » (Plein de joie et de souffrance)
6. Entracte III : Allegro – Marcia
7. Entracte IV : Poco sostenuto e risoluto (Un peu soutenu et résolu)
8. Clärchens Tod bezeichnend (Importance de la mort de la petite Clara)
9. Melodrama : « Süßer Schlaf » (Doux sommeil)
10. Siegessymphonie (Symphonie de victoire) : Allegro con brio

Durée : une trentaine de minutes.

## L'ouverture
L'ouverture, devenue la plus célèbre du compositeur avec celle de Coriolan, puissante et expressive, est une des dernières œuvres de la période héroïque de Beethoven, dans la lignée de la Cinquième Symphonie achevée deux ans plus tôt. Elle fut composée après les neuf autres pièces.
Elle est écrite en fa mineur et enchaîne une introduction lente de 24 mesures, Sostenuto, ma non troppo, une partie Allegro de 262 mesures, de forme sonate et une coda victorieuse (Siegessymphonie) Allegro con brio de 60 mesures.
Durée : 8 à 9 minutes.

## Genèse de l'œuvre
Beethoven a écrit à Goethe en avril 1811 :

« [Votre] magnifique Egmont, que j'ai repensé à travers vous, profondément éprouvé et mis en musique, ayant pris feu à son sujet aussitôt que je l'ai lu !... »

La mise en musique date donc de la lecture de l'œuvre par Beethoven, probablement en 1809, car le musicien avait écrit le 8 août à ses éditeurs son intention. Elle résulte certainement de cette avidité passionnée de liberté qui domine Beethoven à cette époque largement consacrée à Goethe. Il y a en particulier composé les opus 75 (six Lieder) et 83 (trois Lieder) sur des poèmes de Goethe.
Après avoir lu la partition vers 1812, Ernst Theodor Amadeus Hoffmann avait consacré un long article à cette musique de scène dans lequel il explique que Beethoven était entre les musiciens, le seul capable de saisir l'essence profonde de cette œuvre, qu'il a voulu se subordonner très étroitement au drame qu'il a vu au travers de ses propres idées.
L'importance de la liberté qui se retrouve dans cette partition a été interprétée comme une projection de Beethoven dans le personnage d'Egmont, à cause de l'enfermement social dû à sa surdité et à son absence de vie conjugale. Mais l'œuvre est d'abord un hommage au comte d'Egmont alors que le peuple néerlandais des années 1560 était en proie à la tyrannie du pouvoir espagnol. De plus, Beethoven a bien senti monter la volonté politique des puissants de la fin de la première décennie du XIXe siècle d'instaurer un ordre centralisé. L'Autriche avait déclaré la guerre à la France le 9 avril 1809 et les troupes de Napoléon avaient assiégé puis pris la ville de Vienne. Autant de raisons pour que Beethoven chérisse ardemment la liberté.
Malgré les points de vue convergents de Goethe et Beethoven sur le personnage d'Egmont, ces deux génies ne doivent pas être considérés comme ayant une même vision politique, Goethe étant assez conservateur et Beethoven plutôt radical. Ils se rencontrèrent en juillet 1812 à Teplitz,. Beethoven vit alors en Goethe un courtisan et Goethe vit en Beethoven les éléments d'une insociabilité et d'un désordre menaçant.
En 2019, Eric-Emmanuel Schmitt, à la demande de l'Orchestre national de Belgique, écrit un abrégé de la tragédie de Goethe pour deux représentations exceptionnelles d'Egmont dans son intégralité au Palais des beaux-arts de Bruxelles sous la direction de Hugh Wolff. Repartant donc de l’originel, la tragédie de Goethe, il propose une narration qui permet de saisir le génie théâtral de Beethoven en remettant chaque composition dans sa situation dramatique. En 2020, à l'occasion du 250e anniversaire de la naissance de Beethoven, le Grand Théâtre de Tours, siège de l'Opéra de Tours représente Egmont sous la direction de Benjamin Pionnier avec Jacques Vincey (récitant) et Marie Perbost (soprano).   Le texte est accessible dans son intégralité sur son site Internet.

## Discographie
- Symphonie n°3 en mi bémol majeur, op. 55, "Héroïque" ; "Coriolan", op. 62, ouverture ; "Egmont", op. 84, ouverture - Orchestre Philharmonique Tchèque, dir. Paul Kletzki (CLA-CD 101, Les Génies du Classique)